# Schlacht von Cer
Cer – Drina – Kolubara
Die Schlacht von Cer (Serbisch: Церска битка/Cerska bitka), auch Schlacht am Jadar, fand während der ersten österreich-ungarischen Offensive gegen Serbien im Ersten Weltkrieg vom 16. bis 24. August 1914 statt. Sie endete mit einem serbischen Sieg und dem zeitweiligen Rückzug der k.u.k. Armee aus Serbien.

## Vorgeschichte
Nach der Mobilmachung hatte sich das serbische Feldheer, bestehend aus drei Armeen, in Erwartung eines österreichischen Angriffs ins Morava- und Kolubara-Tal im Norden des Landes versammelt, wo es der k.u.k. 2. Armee gegenüberstand. Der österreichische Feldzugsplan sah demgegenüber einen Angriff der sogenannten B-Staffel unter Feldzeugmeister Oskar Potiorek, bestehend aus der k.u.k. 5. und 6. Armee, hauptsächlich aus Bosnien über die Drina vor. Dabei sollte die 5. Armee über die untere Drina und Save in allgemeiner Richtung auf Valjevo vorgehen, die 6. zeitlich etwas nachgestaffelt weiter südlich gegen Užice. Zwischen beiden Armeen klaffte eine Lücke von über 100 Kilometern, was eine gegenseitige Unterstützung praktisch ausschloss. Die österreichische Führung nahm dieses Risiko jedoch in Kauf.
Die Westgrenze Serbiens wurde zu Beginn nur von schwachen Kräften verteidigt, hauptsächlich der etwa divisionsstarken Užice-Abteilung im Bereich des Lim und einigen Reserveverbänden. Hinzu kam im Süden der Front die montenegrinische Armee von rund 40.000 Mann. Als der serbischen Führung klar wurde, dass die bisherigen Aktionen der k.u.k. 2. Armee lediglich der Ablenkung dienten, erteilte sie am 9. August der serbischen 2. Armee unter Stepa Stepanović den Befehl zur Verschiebung in den Raum des Drina-Save-Dreiecks.

## Verlauf

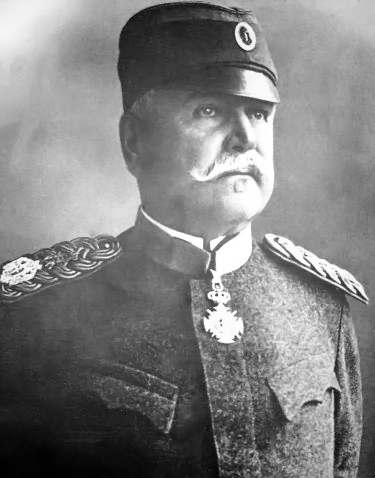
Stepa Stepanović

Die k.u.k. 5. Armee unter Liborius Ritter von Frank begann am 12. August ihren Angriff mit der Überquerung der Grenzflüsse. Die Einnahme von Šabac am Südufer der Save wurde dabei als großer Erfolg gewertet, obwohl sich der Vormarsch langsamer als erwartet entwickelte. Am 14. August folgte die 6. Armee an der oberen Drina. Das schwierige Gelände, Nachschubprobleme und unerwarteter serbischer Widerstand machten die österreichischen Pläne schon im Anfangsstadium zunichte. In der Nacht zum 15. ordnete der serbische Generalstabschef Putnik, der die österreichischen Absichten nunmehr erkannt hatte, eine neue Aufstellung seiner Armeen mit Front in Richtung Westen an. Die 1. Armee sollte den linken Flügel bilden, die 3. das Zentrum und die 2. Armee sollte ihre Position im Drina-Save-Dreieck halten.
Die Hauptkämpfe fanden in den Tagen vom 16. bis zum 19. August zwischen der k.u.k. 5. Armee, die bis ins Gebiet des Cer-Gebirges etwa 35 km südwestlich von Šabac und in das Tal des Jadar vorgedrungen war, und der serbischen 2. Armee sowie Teilen der 3. Armee statt.
Bis zum 16. August kämpfte sich das XIII. Korps (FML von Rhemen) mit der kroatische 42. Honved-Division (FML Sarkotić ) nach Krupanj und mit der 36. Division (FML Czibulka) nach Zavlanka vor. Ein nächtlicher Zusammenstoß zwischen der serbischen Kombinierten Division und der 21. Landwehr-Division des k.u.k. VIII. Korps (FML Giesl von Gieslingen) leitete die Schlacht am Cer planina ein. Am Morgen des 16. August hatten die Serben ihrerseits bei Divača angegriffen und drängten die Österreicher wieder aus ihren Positionen bei Borino Selo zurück.
In den frühen Morgenstunden des 18. August folgte aus dem Raum Tekeriš ein weiterer serbischer Angriff durch die Division-Morava I, der die k.u.k. 9. Division (FML von Scheuchenstuel) zurückwarf. Am Jadar-Abschnitt nahmen die Serben am Mittag das Dorf Rašulijača, die Kombinierte Division brach bei Lješnica in die Stellungen der 21. Schützen-Division (FML Artur Przyborski) ein. Ab 17. August versuchten die Serben auch Šabac zurückzuerobern, die Division-Šumadija I versuchte vergeblich den dortigen Brückenkopf einzudrücken. Inzwischen hat die Morava-Division I bei Iverak angegriffen und das Dorf Velika Glava genommen. Die serbische Kombinierte Division griff über Kosanin die Dörfer Trojan und Parlog an. Am späten Nachmittag war der Kamm des Rajin Grob zurückerobert.
Das k.u.k IV. Korps (FML Tersztyánszky) schlug derweil im Nordabschnitt bei Dobrič den Angriff der serbischen Division Šumadija I zurück. Am 18. August ging die 31. Division bei Šabac über die Save und versuchte am 19. August entlastend gegen die nördliche Flanke der serbischen 2. Armee vorzustoßen. Aufgrund des unerwartet starken serbischen Widerstandes ordnete Potiorek schließlich den vollständigen Rückzug aus Serbien an. Bis zum 20. August war der rechte Flügel der k.u.k. 5. Armee am Jadar vollständig geschlagen, sie hatte am Jadar den gesamten Train verloren.
Den Abschluss der Schlacht bildete die Rückeroberung von Šabac am 24. August durch die serbische 1. Armee. Der Abzug der gesamten k.u.k. 2. Armee an die russische Front konnte nicht wie geplant stattfinden, da man Teile zur Verteidigung Syrmiens zurücklassen musste.

## Verluste und Folgen

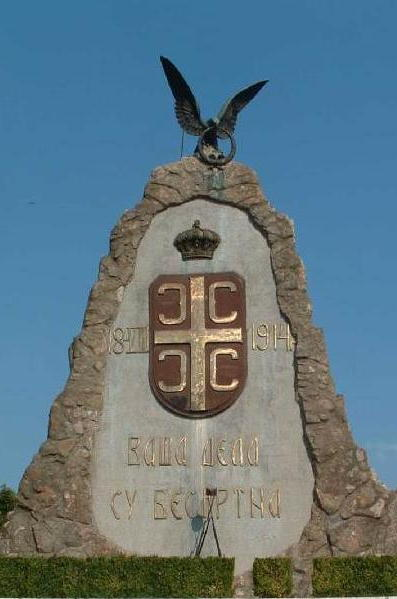
Gedenkstätte für die gefallenen serbischen Soldaten

180.000 Soldaten auf der serbischen Seite hatten 200.000 Soldaten der österreich-ungarischen Monarchie gegenübergestanden. Am Ende zählte die geschlagene k.u.k. Armee etwa 18.500 Tote und Verwundete und 4.500 Gefangengenommene. Etwa 5.000 serbische Soldaten waren gefallen und mehr als 11.000 wurden verwundet. Stepanović wurde für seinen Erfolg zum Vojvoda (Feldmarschall) ernannt.
Die Schlacht von Cer war ein wichtiger früher Erfolg für die Serben, der auch für ihren Status innerhalb des Entente-Bündnisses bedeutsam war. Die Verbündeten, allen voran Russland, übten nun Druck auf die Serben aus, ihrerseits offensiv zu werden. Die Vorbereitungen hierfür benötigten jedoch Zeit, und als der serbische Vorstoß nach Syrmien begann, wurde er von Potiorek mit einer erneuten Invasion Serbiens beantwortet, die zur Schlacht an der Drina führte.
Die Schlacht blieb im deutschsprachigen Teil Europas weitgehend unbekannt, da die Niederlage der stärkeren und besser ausgerüsteten k.u.k. Armee gegen das noch von den Balkankriegen geschwächte Serbien publizistisch möglichst verschwiegen wurde. Egon Erwin Kisch nahm auf Seiten Österreichs als einfacher Soldat an der Schlacht teil, sein Kriegstagebuch Als Soldat im Prager Korps (späterer Titel Schreib das auf, Kisch!) wurde 1922 veröffentlicht.
Im serbischen Dorf Tekeriš präsentiert ein Museum historische Überbleibsel der Schlacht.